# La niñera y el hombre de arriba
La niñera y el hombre de arriba —también conocida como la nana, la cuidadora, o el niñero— es una leyenda urbana que se remonta a la década de 1960 sobre una niñera adolescente que recibe llamadas telefónicas que resultan provenir del interior de la casa. La línea argumental básica ha sido adaptada varias veces en películas.

## Orígenes
La leyenda se remonta a la década de 1960, y no se sabe con certeza cuál fue su inspiración original exacta. Sin embargo, el asesinato sin resolver de la niñera adolescente Janett Christman en Columbia, Misuri, en el año 1950, parece haber sido una influencia, al menos en versiones posteriores a través de adaptaciones a los medios.
Días antes de cumplir 14 años, Christman aceptó un trabajo de niñera para una pareja, durante el cual fue agredida sexualmente y asesinada por un agresor desconocido. Uno de los sospechosos, Robert Mueller, de 27 años, era un conocido de Christman, así como de la pareja para la que estaba cuidando. (Mueller había contratado a Christman como niñera y estaba jugando a las cartas con la pareja la noche del incidente; se fue temprano, alegando que necesitaba cuidar a un niño enfermo en casa, pero estaba decidido a no haber vuelto a casa en ese momento). Christman llamó a la policía gritando y pidiendo ayuda, pero no supieron su dirección. Cuando la pareja regresó, la luz del porche estaba encendida y la puerta principal sin llave, lo que implicaba que Christman había dejado entrar a su atacante. Una ventana lateral había sido rota innecesariamente con una azada de jardín guardada dentro de la casa.

## Leyenda
La leyenda cuenta que una adolescente está viendo la televisión por la noche mientras cuida a los niños después de que se hayan acostado en el piso de arriba. Suena el teléfono; el desconocido que llama le dice que "revise a los niños". La niña rechaza la llamada, pero el desconocido vuelve a marcar varias veces y la niña se asusta cada vez más. Finalmente, la niñera llama a la policía, que le informa que rastrearán la próxima llamada. Después de que el extraño llama de nuevo, la policía le devuelve la llamada y le aconseja que se vaya de inmediato. Evacua la casa y la policía se reúne con ella para explicarle que las llamadas provenían del interior de la casa y que el merodeador no identificado la estaba llamando después de matar a los niños del piso de arriba.

## Otras versiones
Algunas variantes de la historia tienen uno o más de estos detalles:
- En versiones más adaptadas a los niños, la persona que llama resulta ser uno de los niños o un hermano mayor que decidió asustar a la niñera como broma y la policía los reprende.

- La niñera también es asesinada.

- La niñera rescata a los niños y el merodeador es arrestado por la policía.

- Mientras es llevado por la policía, el merodeador susurra o dice en voz alta "¡Hasta pronto!" a la niñera.

- En algunas versiones, cuando el merodeador llama a la niñera, solo hace ruidos aterradores como risitas o respiración agitada.[5] También en esta versión, cuando el operador dice que las llamadas provienen de la misma casa, el teléfono se queda en silencio, y cuando el operador pregunta si la niñera todavía está allí, todo lo que obtienen son los mismos ruidos aterradores, lo que significa que la niñera ya ha sido asesinada.

- Los niños están con la niñera mientras ven la televisión. El merodeador comienza a llamarlos, diciendo que estará con ellos en un lapso de tiempo cada vez menor.

- Luego de recibir la noticia de que las llamadas provienen del interior de la casa, escuchan que se abre una puerta en el piso de arriba y luego el sonido de pasos que se dirigen hacia su habitación. Esta versión se puede encontrar en el primer libro de la serie de libros Scary Stories to Tell in the Dark.

- Años después, la niñera ya es una adulta y tiene su propia familia. Una noche, ella y su marido salen a cenar fuera mientras una niñera cuida de los niños. La velada va bien hasta que un camarero se acerca a su mesa y dice que hay una llamada telefónica para ella. Entonces ella contesta el teléfono y escucha "¿Has revisado a los niños?". Este es un final que aparece en algunas de las versiones cinematográficas.

- La policía informa a uno de los niños que encontraron al merodeador debajo de la cama del niño sosteniendo un arma.

### Versión/leyenda de la estatua/muñeco payaso
Una leyenda urbana similar es la de La estatua del payaso o El muñeco payaso. Una niñera se pone nerviosa por lo que supone que es una horrible estatua de tamaño natural de un payaso en la esquina de la habitación. Cuando la madre o el padre de los niños que está cuidando llama a casa para ver cómo están, la niñera pregunta si puede cubrir la estatua del payaso con una manta. El padre le informa a la niñera que no tienen una estatua de payaso: la "estatua" era en realidad un asesino con enanismo que se viste con un disfraz de payaso.
Debido a la naturaleza de esta versión, sus propias variantes de la historia tienen uno o más de estos detalles:
- Los niños mencionan a la personita asesina que los acecha, ya sea al principio o más adelante en la historia.[7]

- La pequeña persona asesina finge ser un muñeco payaso, en lugar de una estatua de payaso.

- En algunas versiones, la habitación en sí puede ser el dormitorio de los padres o el sótano, en lugar de la sala de estar.

- Algún tiempo después, la niñera se empieza a enojar poco a poco con la estatua del payaso, antes de llamar a los padres y obtener su permiso para cubrir la estatua del payaso.

- En algunas versiones, la niñera pide a los padres que cambien de habitación[7] o sube y/o baja las escaleras como forma de evitar ver la estatua.

- La niñera usa una sábana o alguna otra cosa para cubrir la estatua del payaso.

- En algunas versiones, la historia tiene lugar en Newport Beach, California.

- En algunas versiones, el intruso es un vagabundo pervertido o un payaso fantasma vengativo que murió en la casa de esa familia, en lugar de un pequeño asesino en serie o un paciente con enfermedad mental.

## Uso en el cine
- Foster's Release (1971)[9]
- The Severed Arm (1973)
- Black Christmas (1974)[10][11]
- O Anjo da Noite (1974)[12]
- The Sitter (1977)[9][13]
- When a Stranger Calls (1979)[9][13]
- When a Stranger Calls Back (1993)[13]
- Black Christmas (2006)
- When a Stranger Calls (2006)[13]
- When a Killer Calls (2006)
- Amusement (2008)
- Black Christmas (2019)